# Instrukcja techniczna O-4
Instrukcja techniczna O-4 – standard techniczny w geodezji w Polsce, obowiązujący na podstawie rozporządzenia Ministra Spraw Wewnętrznych i Administracji z dnia 24 marca 1999, zbiór wytycznych dotyczących zasad prowadzenia państwowego zasobu geodezyjnego i kartograficznego wprowadzony zarządzeniem Prezesa Głównego Urzędu Geodezji i Kartografii (GUGiK) z 10 lipca 1987 w sprawie wprowadzenia do stosowania Instrukcji technicznej 0-4 "Zasady prowadzenia państwowego zasobu geodezyjnego i kartograficznego". Ostatnim wydaniem jest wydanie II z 1987 opracowane przez: Zenona Marca, Weronikę Borys, Tadeusza Gąsowskiego, Bożenę Kluszczyńską, Małgorzatę Kłopocińską-Gil oraz Jerzego Malczewskiego zgodnie z zaleceniami technicznymi wydanymi przez Biuro Nauki i Techniki GUGiK reprezentowane przez Edwarda Jarosińskiego i Stanisława Czarneckiego oraz Biuro Geodezji Gospodarczej GUGiK reprezentowane przez Bogdana Grzechnika. W związku z wprowadzeniem ustawy o infrastrukturze informacji przestrzennej z 4 marca 2010 roku, standardy techniczne jako przepisy wykonawcze zachowują moc do 8 czerwca 2012 roku.
Instrukcja O-4 reguluje zasady organizacyjne oraz porządkowe dotyczące państwowego zasobu geodezyjnego i kartograficznego oraz zadania ośrodków dokumentacji geodezyjnej i kartograficznej w tym zakresie oraz definiuje państwowy zasób geodezyjny i kartograficzny, jako zasób, który stanowią: 
- mapy
- materiały fotometryczne i teledetekcyjne
- rejestry, wykazy, katalogi danych geodezyjnych
- inne opracowania powstałe w wyniku wykonania prac geodezyjnych i kartograficznych mające podstawowe znaczenie gospodarcze i ogólnospołeczne.

W szczególności instrukcja ustala:
- podział państwowego zasobu i zasady jego gromadzenia
- ewidencjonowanie zasobu
- udostępnianie zasobu
- aktualizacja i przetwarzanie zasobu oraz dokumentów ilustrujących zasób
- warunki przechowywania zasobu.

Postanowienia instrukcji O-4 nie dotyczą Centralnego Ośrodka Dokumentacji Geodezyjnej i Kartograficznej. Sprawy te uregulowane są odrębnymi przepisami.
Wraz z wprowadzeniem tej instrukcji straciło moc zarządzenie nr 36 Prezesa Głównego Urzędu Geodezji i Kartografii z 18 października 1958 o zasadach przechowywania, ewidencji i wykorzystania map nie przeznaczonych do użytku publicznego.